# Maria Spirescu
Emilia Maria Spirescu (Miercurea Ciuc, 2 aprile 1980) è un'atleta e bobbista rumena.
Dopo essere stata squalificata per doping, dal 2007 gareggiò sotto la bandiera bulgara.

## Biografia
Spirescu ha iniziato come atleta di atletica leggera, specializzandosi nel salto triplo, in cui ha raggiunto il record personale di 13,62 m nel 2000. Nello stesso anno è passata al bob ed è stata accettata nella squadra nazionale rumena e allenata da Paul Neagu.
Ha preso parte alle Olimpiadi invernali di Salt Lake City 2002, dove giunse al 15º posto (ultima) con Erika Kovacs. Nella stagione della Coppa del mondo di bob 2004-2005, Spirescu ha raggiunto il 18º posto. Considerata una speranza del bob rumeno, ha vinto i Campionati mondiali juniores di bob 2005 con Viorica Țigău al Königssee.
Nell'estate del 2005, Spirescu risultò positiva a un test antidoping e fu poi squalificata per due anni. Dopo la scadenza della sospensione disciplinare, nel 2007 ha iniziato a gareggiare per la Nazionale di bob della Bulgaria, poiché il Comitato Olimpico Nazionale Rumeno non consente più agli atleti risultati positivi di prendere parte ai Giochi olimpici. Con la frenatrice Cristine Spătaru, anch'essa originaria della Romania, ha gareggiato nella Coppa Europa di bob 2007-2008, nella quale ha ottenuto diversi podi e una vittoria sulla pista di Cesana Pariol, concludendo poi al primo posto della classifica finale. Ai Campionati mondiali di bob 2008 ad Altenberg, le due hanno concluso al 15º posto.